# Fireside
Fireside är ett svenskt rockband från Luleå med rötterna i hardcore.

## Biografi
Fireside bildades i Luleå 1992. Året efter släpptes bandets debut-EP Softboy på A West Side Fabrication. Bandet bestod då av Kristofer Åström (sång, gitarr), Pelle Gunnerfeldt (gitarr), Frans Johansson (bas) och Fredrik Granberg (trummor). Debuten följdes av ännu en EP, Jupiter, och gruppens debutalbum Fantastic Four,, båda utgivna 1994. Gruppen medverkade också på tributalbumet There's a Boy Who Lives on Heaven Hill... a Tribute to Hüsker Dü innan året var slut.

### Do Not Tailgate
Bolaget lämnade därefter A West Side Fabrication och kontrakterades istället av Startracks. På detta bolag gav man 1995 ut EP-skivan Kilotin, följd av albumet Do Not Tailgate och singeln Love Is All We Got på Chapel Hill Records. Do Not Tailgate nådde plats 40 på den svenska albumlistan.
Fireside hade vissa framgångar i USA med Do Not Tailgate som fångade den legendariske producenten Rick Rubins intresse. Han skrev kontrakt med Fireside på sitt eget bolag American Recordings. Ett tradigt turnerande som en av de minsta akterna på Lollapalooza-festivalen höll på att ta knäcken på bandet som sedan dess hållit sig till Sverige och Europa som arbetsfält.
1996 släpptes ytterligare två Ep-skivor från Do Not Tailgate: Left Rustle och Interlace. Den förra nådde plats 42 på den svenska singellistan.

### Uomini D'onore & Hello Kids
I september 1997 släpptes Firesides tredje album Uomini D'onore. Skivan producerades av Jejo Perković och nådde en tiondeplats på den svenska albumlistan, bandets bästa listplacering hitintills. Från skivan släpptes EP-skivan Sweatbead och singeln Let Rasputin Do It. Den förstnämnda nådde plats 42 på den svenska singellistan. Marit Bergman gjorde senare en cover av titelspåret, vilken fanns med på EP-skivan From Now On. Året efter, 1998, utkom samlingsalbumet Hello Kids, vilket bestod av två skivor med b-sidor och covers. Det nådde ingen listplacering.

### Elite
I oktober 2000 släpptes Firesides fjärde album Elite. Skivan var av experimentell karaktär och bygger upp låtar på enstaka riff som får svälla i många minuter utan att tappa fokus på de starka melodier som är grunden. Elite producerades av Pelle Gunnerfeldt och gästades av bland andra Jari Haapalainen. Mattias Alkberg och Peter Nuottaniemi medverkade som låtskrivare. Det nådde plats 40 på den svenska albumlistan.

### Get Shot
Get Shot (2003), Firesides femte album, var i allt väsentligt en återgång till bandets gamla sound med korta hårda rocklåtar med karaktäristiskt gitarrsound och kärlekstörstande texter. Albumet plockades upp av V2 Records för distribution i USA. Albumet producerades av Kalle Gustafsson-Jerneholm från The Soundtrack of Our Lives. Nuottaniemi bidrog återigen som låtskrivare, vilket även Calle Olsson gjorde. Skivan placerade sig på en artondeplats på den svenska albumlistan, vilket var betydligt bättre än vad föregångaren Elite gjorde. Från skivan släpptes även singlarna All You Had och Throw It Away (båda 2003). Ingen av dessa nådde en listplacering.

### Bin Juice
Bin Juice (2022) släpptes efter nästan 20 års tystnad från bandet, på skivbolaget Startracks. Låten Jungle Knuckle släpptes som digital singel med tillhörande musikvideo. Albumet fick positiv kritik från bl.a. Dagens Nyheter och Hymn.

## Medlemmar
- Kristofer Åström – sång, gitarr
- Kate Breineder  – bas
- Jacob Douglas  – trummor
- Pelle Gunnerfeldt – gitarr

Tidigare medlemmar
- Fredrik Granberg – trummor
- Frans Johansson – basgitarr, gitarr
- Per Nordmark – trummor, slagverk, vibrafon

Bidragande musiker (studio)
- Henrik Walse – basgitarr
- Calle Olsson – gitarr, keyboard
- Jacob Munch – orgel
- Eskil Lövström – piano
- Fredrik Brändström – piano
- Magnus Edlund – piano, steel guitar
- Kalle Gustafsson Jerneholm – fiol, körsång

## Diskografi

### Studioalbum
- 1994 – Fantastic Four
- 1995 – Do Not Tailgate
- 1997 – Uomini D'onore
- 1998 – Hello Kids
- 2000 – Elite
- 2003 – Get Shot
- 2022 – Bin Juice

### EP
- 1994 – Softboy
- 1994 – Jupiter
- 1995 – Kilotin
- 1996 – Left Rustle
- 1996 – Interlace
- 1997 – Sweatbead

### Singlar
- 1995 – "Love Is All We Got"
- 1998 – "Let Rasputin Do It"
- 2003 – "All You Had"
- 2022 – Jungle Knuckle

### Samlingsalbum
- 2004 – Rebell 10 år

### Fotnoter
1. ↑  ”Fireside”. Sing365.com. Arkiverad från originalet den 8 september 2012. https://web.archive.org/web/20120908032415/http://www.sing365.com/music/lyric.nsf/Fireside-Biography/495BE80FAFFCE89648256D90000B9071. Läst 21 maj 2012.
2. ↑  ”Softboy”. Discogs.com. http://www.discogs.com/Fireside-Softboy/release/3039516. Läst 21 maj 2012.
3. 1 2 3 4 5 6  ”Fireside”. Discogs.com. http://www.discogs.com/artist/Fireside#t=Releases_All&q=&p=1. Läst 21 maj 2012.
4. 1 2 3 4 5 6 7 8  Listplacering Arkiverad 2 juli 2016 hämtat från the Wayback Machine.
5. ↑  ”Uomini D'onore”. Discogs.com. http://www.discogs.com/Fireside-Uomini-Donore-/master/160553. Läst 21 maj 2012.
6. ↑  ”Sweatbead”. Svensk mediedatabas. http://smdb.kb.se/catalog/search?q=sweatbead&x=0&y=0. Läst 21 maj 2012.
7. ↑  ”Elite”. Discogs.com. http://www.discogs.com/Fireside-Elite/release/1863464. Läst 21 maj 2012.
8. ↑  ”Get Shot”. Discogs.com. http://www.discogs.com/Fireside-Get-Shot/release/509899. Läst 21 maj 2012.
9. ↑  ”Fireside – Bin Juice |” (på amerikansk engelska). https://startracks.se/releases/bin-juice. Läst 4 januari 2023.
10. ↑  ”Fireside släpper singel – första på 19 år”. gaffa.se. https://gaffa.se/nyheter/2022/september/fireside-slapper-singel-forsta-pa-19-ar/. Läst 4 januari 2023.
11. ↑  ”Fireside: Bin Juice (2022)”. https://kritiker.se/skivor/fireside/bin-juice/. Läst 4 januari 2023.